# Dům Hejtmanský
Dům Hejtmanský (někdy zvaný Syrakovský) je budova č.p. 40 stojící na rohu Velkého náměstí, Sněmovního náměstí a Pilařovy ulice v centru města Kroměříž přímo naproti Arcibiskupskému zámku. V Ústředním seznamu kulturních památek České republiky veden pod číslem 41979/7-6009.

## Historie domu
Dům vznikl spojením dvou starých renesančních staveb a jejich přestavbou v druhé polovině 17. století. Dům v Pilařově ulici tak vytvořil zadní trakt domovní fronty souběžné se SZ frontou Velkého náměstí. Zajímavý je mázhaus i nádvoří s renesanční pavlačovou dispozicí. Dům sloužil jako obydlí drobných šlechticů a hejtmanů ve službách biskupů. Připomíná se tu v roce 1593 sekretář biskupa Stanislava Pavlovského Valentin Lauban, potom Jan Syrakovský ze Syrakovic (Pěrkova), spolu se svými příbuznými Petřvaldskými z Petřvaldu účastník českého povstání v roce 1618. Biskupský hejtman Maxmilián Říkovský z Dobrčic prodal dům v roce 1667 biskupovi Karlu II. z Lichtenštejna.
Jeho erbovní deska s nápisem
CAROLVS D.G. EPISCOPVS 

OLOMOUCENSIS DUX S.R.I.

PRINCEPS REGIAE CAPELI

BOHEMIAE ET DE LIECHTE

STEIN COMES
je umístěna nad středním obloukem podloubí. V překladu „Karel z Boží milosti biskup olomoucký, vévoda, Svaté říše římské kníže, královské české kaple a z Lichtenštejnu hrabě“.
Výšku dřívějšího terénu, který byl okolo domu do roku 1832, připomíná zvýšená terasa zpevňující boční stranu domu ze Sněmovního náměstí směrem k Mlýnské bráně.
Dům hejtmanský tvoří na Velkém náměstí domovní frontu propojenou společným podloubím se sousedící budovou regentského domu a budovou Muzea Kroměřížska. Před domem byla jako první na Moravě dne 14. září 2016 odhalena lavička Václava Havla s pamětní deskou.

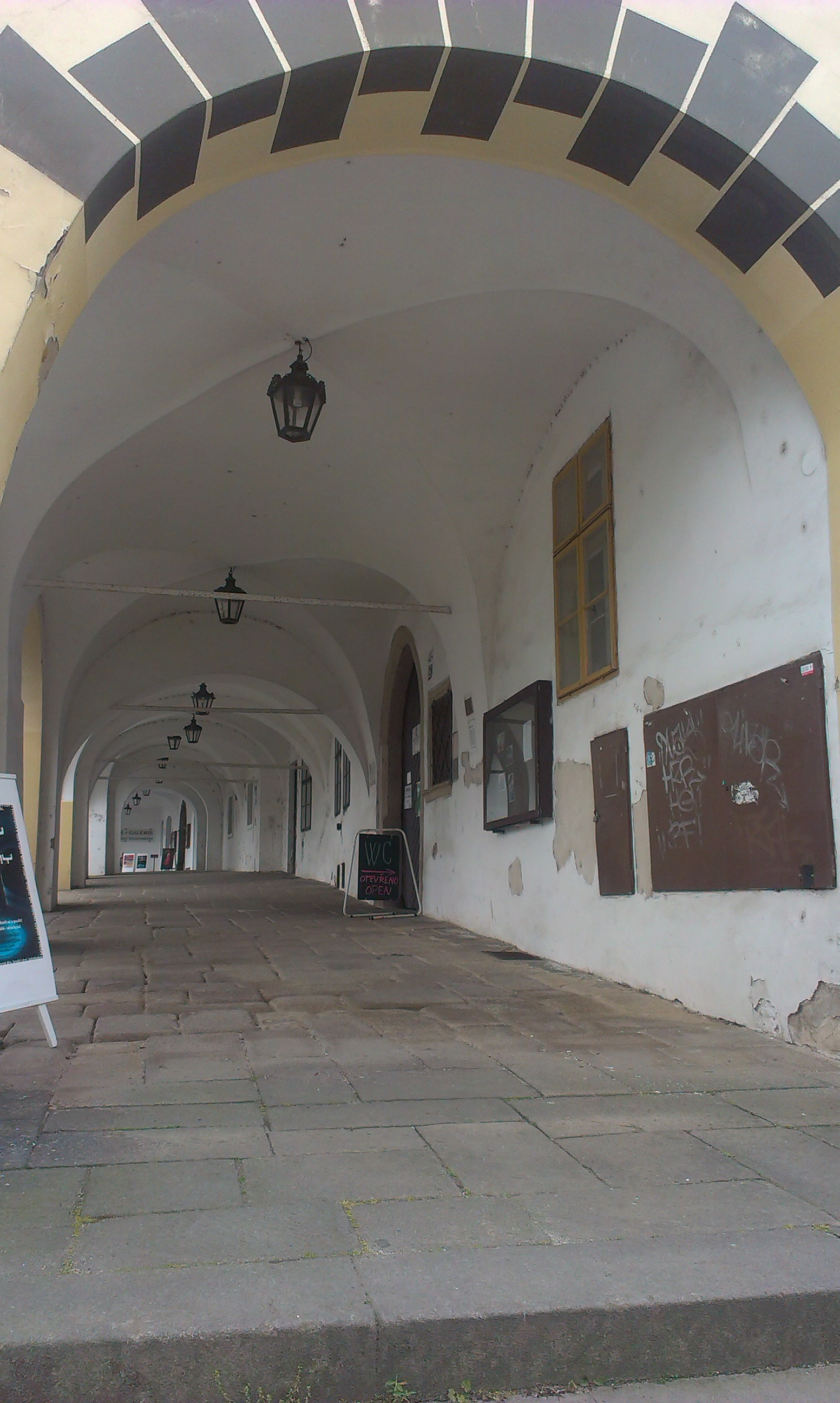
Pohled do podloubí Hejtmanského domu
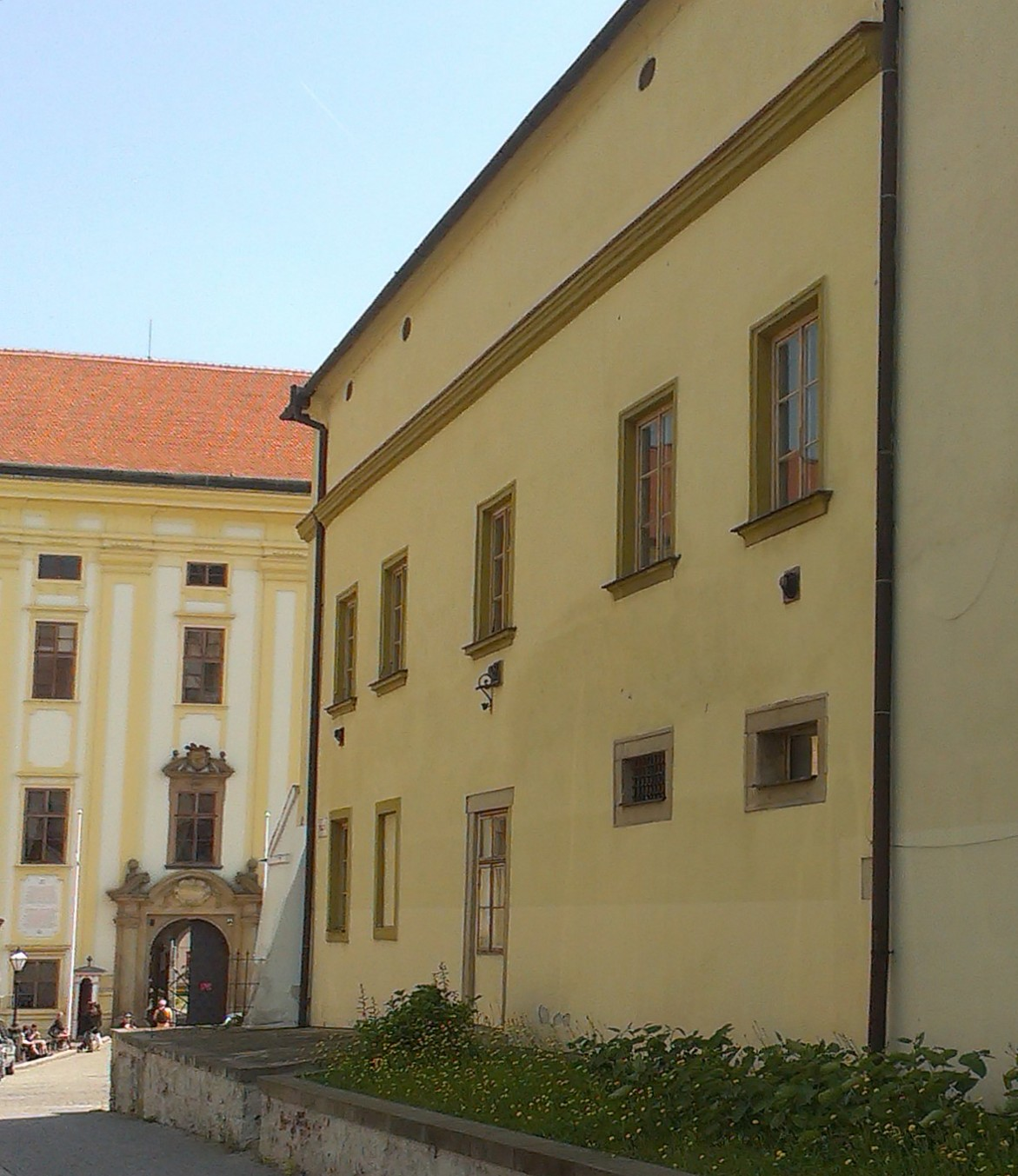
Pohled na zadní trakt budovy z Pilařovi ulice
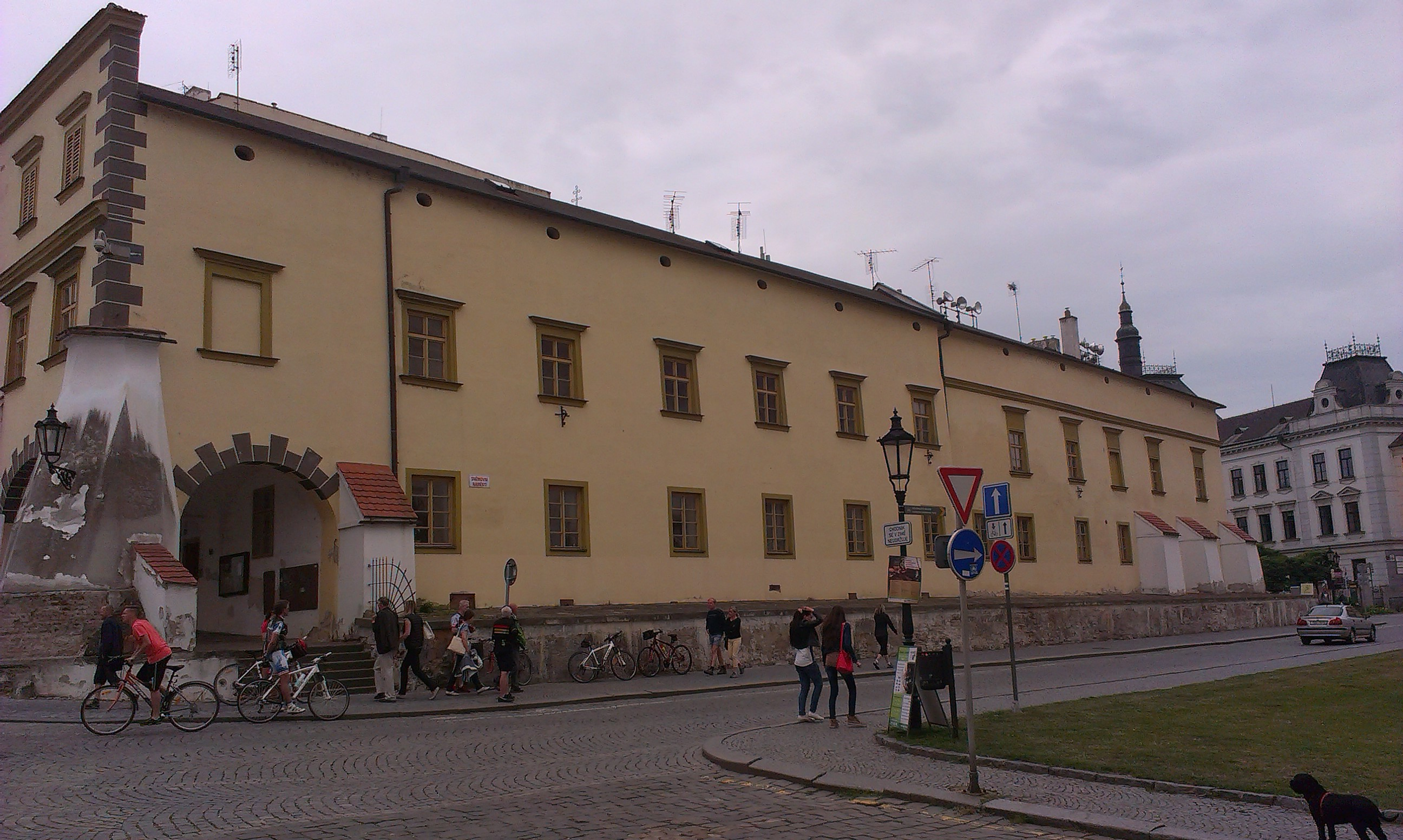
Pohled ze Sněmovního náměstí
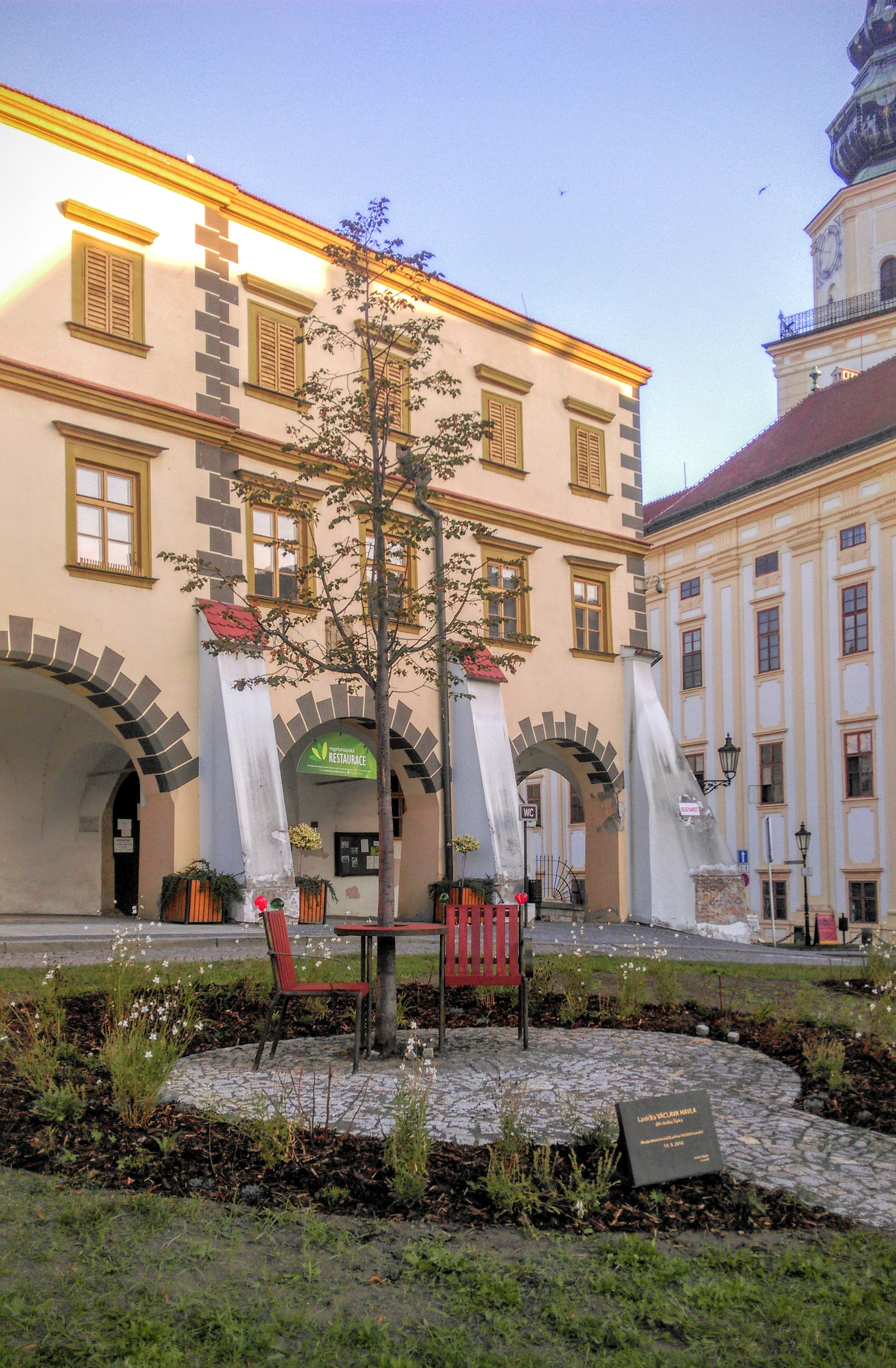
Lavička Václava Havla před Hejtmanským domem
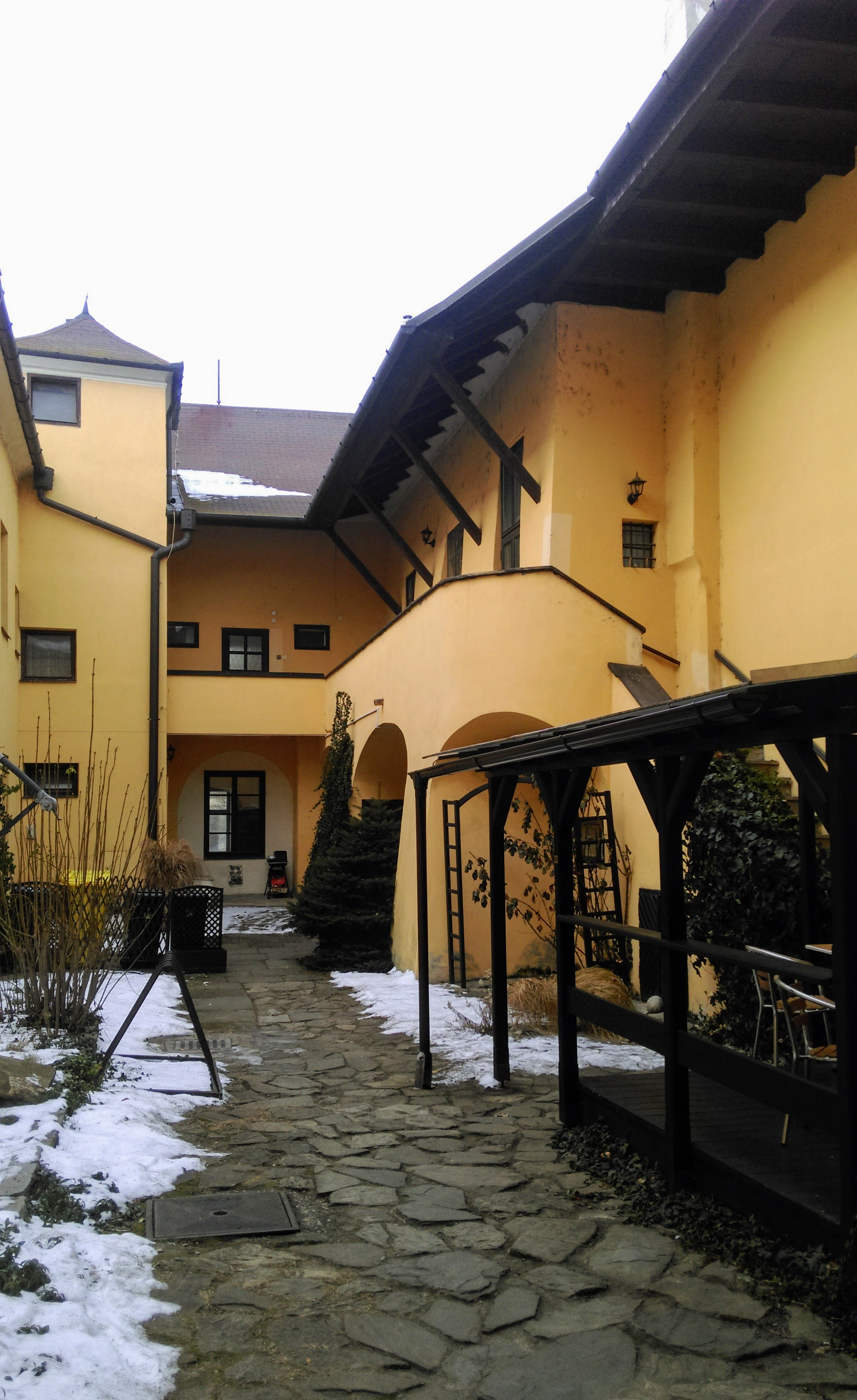
Nádvoří Hejtmanského domu

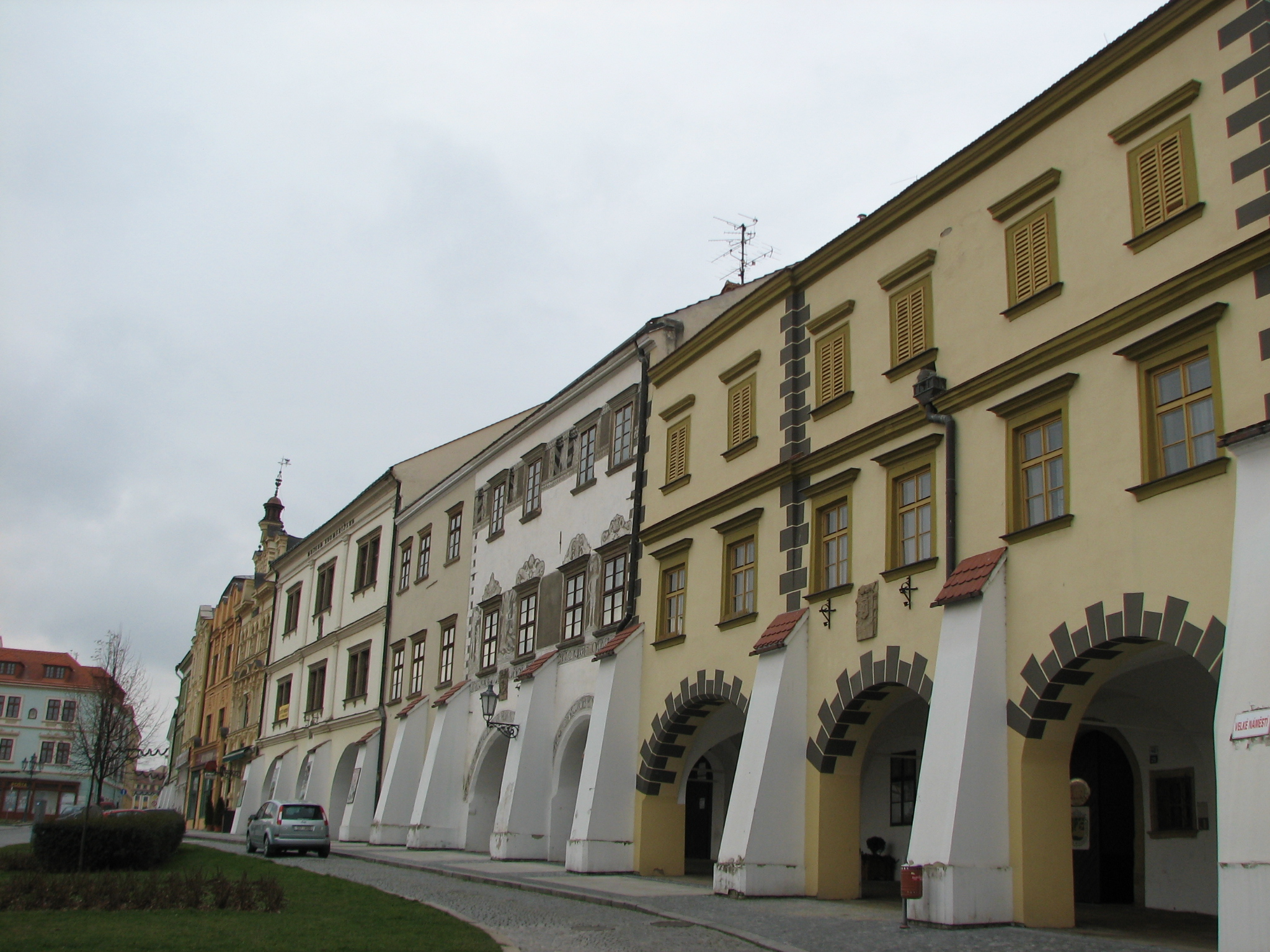
Domovní fronta se společným podloubím